# Stadio Mimmo Rende
Lo stadio Mimmo Rende è il principale impianto sportivo della città di Castrovillari.
Ospita le partite di casa della squadra locale, ossia l’Associazione Sportiva Dilettantistica Castrovillari Calcio, compagine militante in Serie D. Sorge in via Veterani dello Sport, a 406 metri sul livello del mare.

## Descrizione
Dal punto di vista della struttura, esso presenta una tribuna centrale coperta, una gradinata centrale e una gradinata laterale (comunemente nota come “curva Sud”).
Fu edificato negli anni Settanta, inizialmente con terreno di gioco in terra battuta. La ristrutturazione, effettuata nei primi anni novanta, ha comportato la sostituzione in erba.
La capienza dello stadio, per molti anni segnalata di 4000 posti, è di 2800 posti a sedere.
L’impianto sportivo ha assunto tale denominazione nel 1995, intitolato alla memoria di Mimmo Rende, dirigente sportivo locale prematuramente scomparso. In precedenza, era denominato “Polisportivo Primo Maggio”.